# Galen Clark

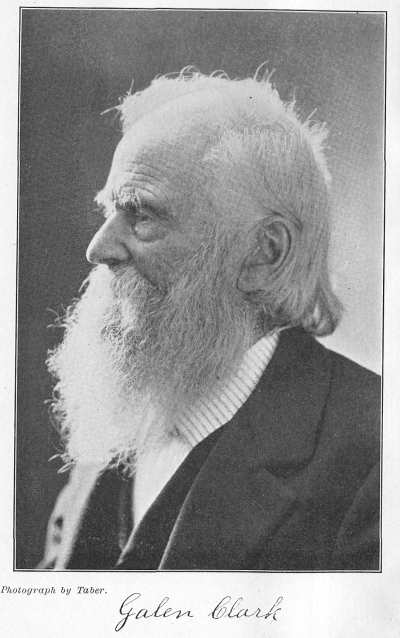
Portret van Galen Clark op gevorderde leeftijd.

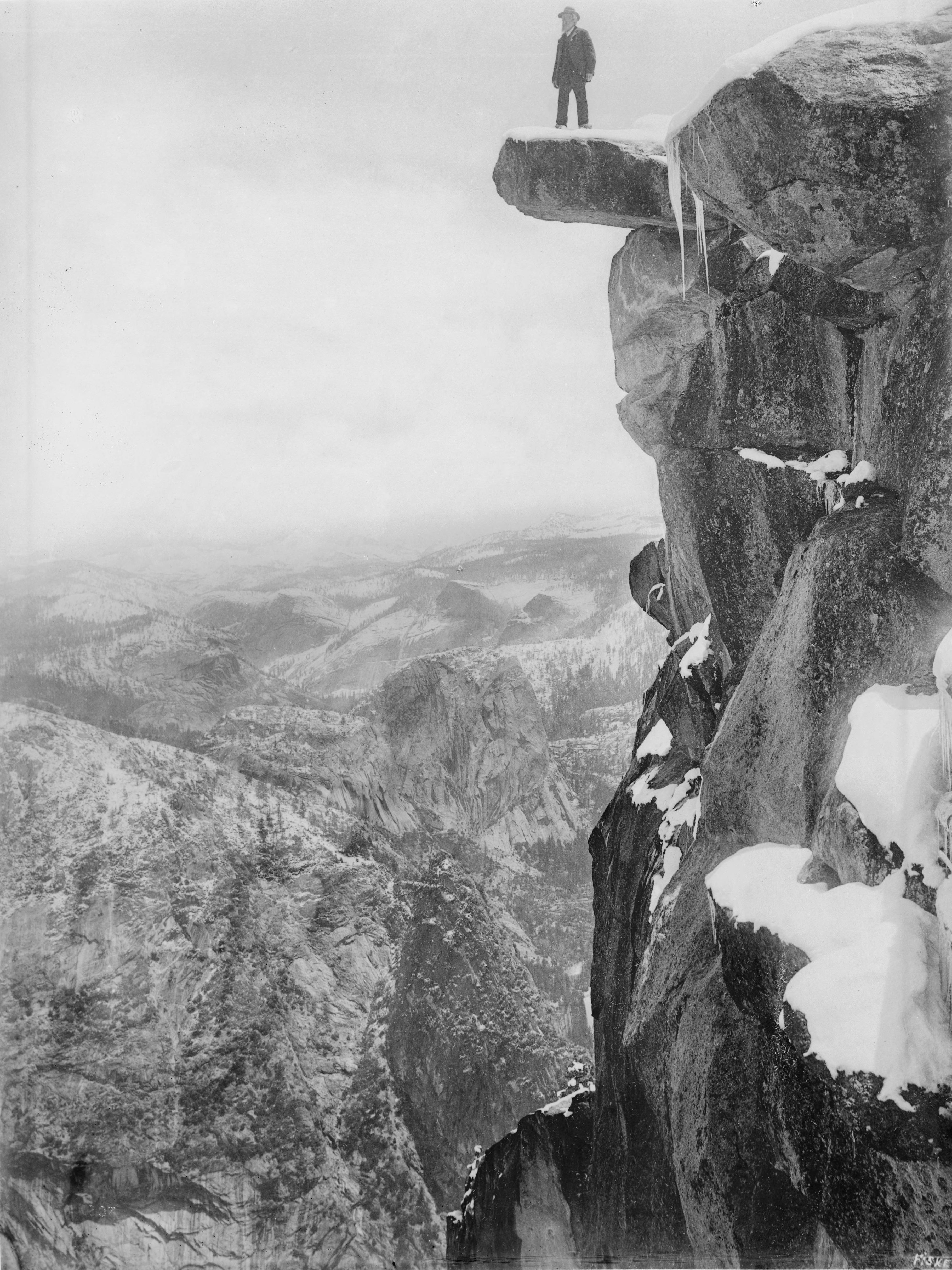
Foto van Galen Clark op Overhanging Rock (Glacier Point) door George Fiske.

Galen Clark (Shipton, nu Danville, 28 maart 1814 – Oakland, 24 maart 1910) was een Canadees-Amerikaans natuurbeschermer. Hoewel hij niet de eerste Europese Amerikaan was die de Mariposa Grove van reuzensequoia's (Sequoiadendron giganteum) in Californië aanschouwde – zoals vaak onterecht beweerd wordt – speelde hij wel een cruciale rol in de beschrijving, bekendmaking en bescherming van de bomen en van Yosemite. Nadat de Mariposa Grove in 1864 onder het beheer van de staat kwam te staan, werd Clark aangesteld als parkopzichter of guardian. Hij diende in die positie gedurende 24 jaar. In 1906 werd de Grove aan het in 1890 opgerichte Yosemite National Park toegevoegd.

## Biografie
Galen Clark werd in 1814 in het oosten van de provincie Canada, het huidige Quebec, geboren. Als jongeman sloot hij zich aan bij westwaartse migranten. In Missouri ontmoette en huwde hij Rebecca McCoy, met wie hij twee kinderen kreeg. Toen Clarks echtgenote overleed, verhuisde hij naar Californië, vermoedelijk rond de tijd van de Californische goldrush. Hij bezocht de streek van Yosemite voor het eerst in 1855, als lid van een toeristische expeditie. Clark kreeg echter te maken met een longbloeding en moest zijn werk als arbeider van het mijnbedrijf Mariposa Ditch Company opgeven. Hij besloot om ofwel een remedie te vinden of om zijn laatste dagen door te brengen in de frisse berglucht. Hij streek in 1857 neer in de graslanden van Wawona, in wat nu het zuidwesten van het Yosemite-park is. Hij bouwde er een blokhut bij de rivier en langs een pad dat naar de Mariposa Grove en de Yosemite Valley liep. Clark's Station, zoals het genoemd werd, werd een stopplaats voor toeristen, waar zij eten en een rustplaats aantroffen en waar hun paarden konden grazen.
In enkele jaren tijd ontwikkelde Clark zich tot een voorvechter voor de bescherming van wat later Yosemite National Park zou worden. In 1864 ondertekende president Abraham Lincoln de wet die de Yosemite Valley en de Mariposa Grove aan de staat Californië schonk. Het gebied zou niet opengesteld worden voor bebouwing, maar zou als openbaar recreatieoord dienen. Het geheel diende beheerd te worden door een parkopzichter of guardian. Galen Clark was de logische keuze en vanaf 1866 diende Clark in die functie. Clark handelde niet uit winstbejag en was op het einde van zijn leven zelfs helemaal berooid. Zijn stopplaats in Wawona bracht hem in de schulden, zodat hij het in 1874 moest doorverkopen. De site werd uiteindelijk het Wawona Hotel-complex. Clarks reputatie als kenner, maar ook als vriendelijke gastheer, bleef evenwel. Hij ontmoette John Muir in 1867 en begeleidde Muir en Emerson in 1871 tijdens hun bezoek aan de Mariposa Grove.
In 1880 werd zijn plaats ingenomen door James Hutchings, die aangesteld was door een nieuwe commissie voor Yosemite, die op haar beurt intrede deed door een nieuwe staatsgrondwet. In 1889 werd Clark echter opnieuw aangesteld. In 1897 diende hij uiteindelijk zijn ontslag in. Het was hoog tijd voor een jongere opzichter.
Op 24 maart 1910, enkele dagen voor zijn 96e verjaardag, stierf Clark in het huis van zijn dochter in Oakland. De plaats van zijn graf had hij eerder al gekozen: niet ver van de Yosemitewatervallen in de Valley.
Bezienswaardigheden: Bridalveil Fall · Cathedral Lakes · Cathedral Peak · Chilnualna Falls · Clouds Rest · El Capitan · Emerald Pool · Glacier Point · Grand Canyon of the Tuolumne · Grizzly Giant · Half Dome · Hetch Hetchy · Horsetail Fall · John Muir Trail · Mariposa Grove · Merced Grove · Merced River · Mount Conness · Mount Dana · Mount Lyell · Mount Starr King · Nevadawaterval · Ostrander Lake · Pacific Crest Trail · Sentinel Dome · Sentinel Rock · Tenaya Canyon · Tenaya Lake · Tunnel View · Tuolumne Grove · Tuolumne Meadows · Tuolumne River · Vernalwaterval · Wawona Tunnel Tree · Yosemite Valley · Yosemitewaterval

Bebouwing: Ahwahnee Hotel · Badger Pass Ski Area · Camp 4 · Curry Village · Glacier Point Hotel · Housekeeping Camp · LeConte Memorial Lodge · Pioneer Yosemite History Center · Rangers' Club · Parsons Memorial Lodge · Wawona · Wawona Hotel · Yosemite Valley Chapel · Yosemite Valley Lodge · Yosemite Village

Vervoer: SR 41 · SR 120 · SR 140 · Wawona Tunnel · Yosemite Area Regional Transportation System

Personen: Ahwahnechee · Chief Tenaya · Frederick Law Olmsted · Galen Clark · John Conness · John Muir · Sierra Miwok · Stephen Mather · Robert Underwood Johnson